# Dufus
Dufus was een Amerikaanse anti-folkband. De band werd in 1995 opgericht in New York door Seth Faergolzia. Gedurende zijn bestaan heeft Dufus vele artiesten zien komen en gaan waaronder Imani Coppola, Kimya Dawson (The Moldy Peaches), Jeffrey Lewis en Regina Spektor. De band genoot bekendheid in de anti-folkscene die zich vormde rond het Sidewalk Café in New York.
De eerste albums werden in eigen beheer uitgebracht. Dufus tekende in 2003 bij ROIR, waarna het album 1:3:1 verscheen. Er volgden tournees door Europa en Japan. Tijdens het toeren veranderde de samenstelling van de band continu. In 2007 vestigde Faergolzia zich in Rochester. Nadat het album Dufus: eth werd uitgebracht in 2010, hief hij de band op.

## Discografie
- Ee-lai-font, 1997
- Our first born, 1997
- This revolution, 1998
- Neuborns, 2000
- 1:3:1, 2002
- Ball of design, 2004
- The last classed blast, 2006
- Legend of walnut, 2007
- King astronaut, 2007
- In monstrous attitude, 2009
- Dufus: eth, 2010